# Ljubomir Bratić
Ljubomir Bratić (geboren 1964 in Jugoslawien) ist ein serbisch-österreichischer Philosoph, Migrationsforscher und Publizist.

## Leben
Bratić migrierte 1983 aus Serbien nach Österreich. Er absolvierte ein Studium der Philosophie und Slawistik, Kunstgeschichte, Pädagogik und EDV für Geisteswissenschaften an der Universität Innsbruck, seine Diplomarbeit datiert von 1995 und war dem Problem der Identität gewidmet, welches er theoretisch über die Theorie von George Herbert Mead und praktisch „über die Untersuchung der Befindlichkeit von Migrantenjugendlichen im deutschsprachigen Raum“ beschrieb. Außerdem erwarb er einen MAS in Sozialer Arbeit und Sozialmanagement.
Während seines Studiums arbeitete er in den frühen 1990er Jahren im jugoslawischen Verein Jedinstvo in Innsbruck mit. 1992 übernahm er gemeinsam mit E. Binder die Projektleitung für das Diskursprojekt Gastarbeiter und Minderheiten – Bedrohung oder kulturelle Bereicherung. Von 1992 bis 1995 arbeitete er in der Ausländerberatungsstelle Tirol. Er wurde auch Redaktionsmitglied des multikulturellen Magazin MOZAIK in Innsbruck. Ebenfalls noch während seines Studiums veröffentlichte er gemeinsam mit Eveline Viehböck sein erstes Buch: Die zweite Generation. Es beschrieb Migrantenjugendliche im deutschsprachigen Raum und erschien im Jahr 1994 im Österreichischen Studien-Verlag.
Ab 1995 arbeitete Bratić im Integrationshaus Wien, dort auch als Geschäftsführerstellvertreter. Er war von 1999 bis 2004 Bundessprecher des Austrian Network Against Racism (ANAR) und 2000 Initiator und Mitgründer der Bunten Zeitung. Von 2002 bis 2005 fungierte er als Leiter des Büros für ungewöhnlichen Maßnahmen (BUM) im Rahmen des EQUAL Projektes Open up. In dieser Funktion gestaltete er –  gemeinsam mit Arif Akkılıç – die Station Selbstorganisation und Widerstand der Ausstellung gastarbajteri im Wien Museum im Jahr 2004. Im Mozartjahr 2006 zählte er – gemeinsam mit Araba Evelyn Johnston-Arthur, Lisl Ponger, Nora Sternfeld und Luisa Ziaja – zum KuratorInnenteams des Wiener Projekts Verborgene Geschichte/n – remapping Mozart. Im Jahr 2007 war er am Filmprojekt Imago Mundi von Lisl Ponger beteiligt und übernahm die Projektleitung für das Theaterstück „Liebesforschung, istrazivanje ljubavi, rodimos e kalimpesko“ im Wiener Theater im Künstlerhaus. Dieses gemeinsame Projekt von Romani dori und Initiative Minderheiten war der Diskriminierung von Roma gewidmet, wurde von Tina Leisch inszeniert und im Rahmen des EQUAL-Projektes Work in process ermöglicht.
2010 legte er mit – gemeinsam mit Ülkü Akbaba, Sarah Galehr, Andreas Görg und Gabriele C. Pfeiffer – eine Studie zu Perspektiven der Kunst- und Kulturpolitik 2010–2015 mit besonderem Fokus auf Migrationsrealität vor. Die Studie wurde vom Kulturamt der Stadt Wien und dem Bundesministerium für Unterricht, Kunst und Kultur finanziert und trug den Titel Kunst, Kultur und Theater für Alle!. 2012 startete er anlässlich der Wienwoche – gemeinsam mit Arif Akkılıç – die Kampagne „50 Jahre Arbeitsmigration – Archiv jetzt!“. Daraus entstand im März des Folgejahres eine Ideensammlung und ein Arbeitspapier für ein Archiv der Migration.
Von 2013 bis 2015 war er Wissenschaftlicher Mitarbeiter am Institut für Zeitgeschichte der Universität Innsbruck im FWF-Projekt Deprovincializing Contemporary Austrian History. Seit 2015 arbeitet er im Projekt Migration sammeln des Wien Museums mit.
Bratić war von 2007 bis 2013 Redaktionsmitglied von Kulturrisse, der Zeitschrift für radikaldemokratische Kulturpolitik, und ist seit 2014 einer der Kuratoren der Ausstellung über Arbeitsmigrant_innen aus Jugoslawien in Museum der Geschichte Jugoslawiens, welches sich in Belgrad befindet. Schwerpunkte seiner publizistischen Tätigkeit sind der Diskurs des Rassismus im österreichischen Staat, das Spannungsfeld von Politik und Kunst, weiters die Themen Selbstorganisation, Widerstandsstrategien und die Politik der Gleichheit, weiters Diversitätspolitik, Antirassismus und Aktivismus, Soziale Arbeit als Machttechnik und die Migrationsgeschichte Österreichs. Weiters verfasst er Rezensionen über Bücher, Filme und Ausstellungen.

## Sechs Imperative für antirassistische Kunstprojekte
| - a) Destruktion der Normalität - b) Offenlegung der rassistischen Asymmetrien - c) Vorantreiben der Egaliberté |  | - d) Ermöglichung von Allianzen - e) Positionierung und Inszenierung von Konflikten - f) Schaffung von Räumen für (Self) Empowerment. |

## Werke
Monografien
- gem. mit Eveline Viehböck: Die zweite Generation. Migrantenjugendliche im deutschsprachigen Raum, Innsbruck: Österr. Studien-Verlag 1994, ISBN 3-901160-10-8, 207 Seiten
- Politischer Antirassismus. Selbstorganisation, Historisierung als Strategie und diskursive Interventionen, Wien: Löcker 2010, ISBN 978-3-85409-533-0, 239 Seiten

Herausgeber
- Landschaften der Tat. Vermessung, Transformationen und Ambivalenzen des Antirassismus in Europa. St. Pölten: Sozaktiv-Verlag 2002, 269 Seiten, ISBN 3-901847-06-5
- (gemeinsam mit Daniela Koweindl und Ula Schneider): Allianzenbildung zwischen Kunst und Antirassismus, Annäherungen, Überschneidungen, Strategien, Reflexion, Wien: Verein Soho in Ottakring 2004, 95 Seiten
- Verborgene Geschichte/n, remapping Mozart. [Ausstellungsprojekt in vier Konfigurationen; 9. März bis 15. Oktober 2006; ein Projekt von Wiener Mozartjahr 2006], WienMozart 2006, 167 Seiten
- (gemeinsam mit Arif Akkiliç, Vida Bakondy und Regina Wonisch): Schere Topf Papier. Objekte zur Migrationsgeschichte, Wien: Mandelbaum 2016, ISBN 978-3-85476-510-3, 224 Seiten

Beiträge
- Alles möglich, 2000 Inserate: Angebote für Dienstleistungen, [Innsbruck]: [Tiroler Künstlerschaft], 2006, ISBN 978-3-902002-10-5 (hg. von Ljubomir Bratić, Nora Sternfeld und Hannah Stippl)
- Romanistan ist überall. Markierungen im unwegsamen Gelände, Wien: IG Kultur Österreich 2013, ISBN 3-9500544-7-2, 131 Seiten